# 卡洛琳·帕克斯特
卡洛琳·帕克斯特（Carolyn Parkhurst，1971年1月18日—），是美國作家，已經出版了三本書。她的第一本小說是2003年的《巴別塔之犬》（The Dogs of Babel 、Lorelei's Secret），是《紐約時報》暢銷書，在紐約時報最佳暢銷書名單上。

## 作品
- 《巴別塔之犬》
- 《伊甸園的鸚鵡》（Lost and Found）[7][8]
- 《The Nobodies Album》[9][10][11][12]